# Мартиняк
Мартиняк (словен. Martinjak) — поселення в общині Церкниця, Регіон Нотрансько-крашка, Словенія. Висота над рівнем моря: 565,5 м.